# Cases del Castell (Cornellà de Llobregat)
Les cases del Castell és una obra del municipi de Cornellà de Llobregat (Baix Llobregat) inclosa en l'Inventari del Patrimoni Arquitectònic de Catalunya.

## Descripció
Es tracta d'un conjunt format per setze cases unifamiliars entre mitgeres de planta baixa i un pis, amb terres de conreu a la part posterior, orientada al sud. L'esquema és el mateix per a totes les construccions: porta d'accés a la planta baixa i un petit balcó amb barana de ferro al primer pis.

## Història
Aquest conjunt d'habitatges apareix reflectit en mapes de cartografia corresponents al 1871.